# Saint-Pierre-d’Oléron
Saint-Pierre-d’Oléron – miejscowość i gmina we Francji, w regionie Nowa Akwitania, w departamencie Charente-Maritime.
Według danych na rok 1990 gminę zamieszkiwało 5365 osób, a gęstość zaludnienia wynosiła 132 osób/km² (wśród 1467 gmin regionu Poitou-Charentes Saint-Pierre-d’Oléron plasuje się na 29. miejscu pod względem liczby ludności, natomiast pod względem powierzchni na miejscu 74.).